# Spot Filming of Windsor Hotel Fire in New York
'Spot Filming of Windsor Hotel Fire in New York' è un cortometraggio del 1898 diretto da J. Stuart Blackton e da Albert E. Smith.

## Produzione
Il Windsor era un lussuoso hotel di Manhattan che venne distrutto da un incendio nel 1898. Blackton e il suo cameraman Albert E. Smith si recarono sul luogo del disastro e ripresero la scena con le macerie ancora fumanti. I due poi nel loro studio ricrearono con dei modellini l'albergo e il circondario basandosi su delle foto dandovi poi fuoco.
Vennero impiegate anche pistole ad acqua per simulare i getti d'acqua dei vigili del fuoco.
Dal montaggio venne fuori un film con la prima sequenza ottenuta dal modellino che bruciava con fiamme fuori scala rispetto a un normale incendio di un edificio e con modellini dei cavalli delle carrozze che rimangono immobili nonostante l'incendio; dopo questa parte seguono i filmati girati sul luogo del vero incendio con le immagini delle rovine del Windsor.